# 刘双全
刘双全（1928年9月—2022年12月9日）山东省宁津县人，新疆生产建设兵团司令员。

## 生平
1946年，刘双全参加渤海军区教导旅，后来该旅改编为中国人民解放军西北野战军第二纵队独立第六旅，刘双全随部队参加了解放大西北的多次战役。新疆和平解放后，刘双全随部队屯垦戍边，历任新疆生产建设兵团农二师二十九团团长，巴音郭楞蒙古自治州革命委员会副主任兼巴音郭楞蒙古自治州农垦局局长，农二师第二副师长，农二师代师长、师长，新疆生产建设兵团司令员。